# Дитяча художня школа № 3 м.Київ (Оболонський район)
Дитяча художня школа № 3 м. Київ (Оболонський район), абревіатура  — «ДХШ № 3» —це мистецька школа, яка є закладом позашкільної освіти сфери культури. Школа розташована в Оболонському районі м. Києва.
Сьогодні це один із найкращих[на чию думку?] дитячих навчальних закладів м. Києва.

## Працівники та вихованці
Ми також пишаємось тим, що наша школа входить до складу міжнародних асоціацій та співпрацює з культурними центрами та музеями Києва. Це дає можливість нашим студентам отримувати цінний досвід, брати участь у майстер-класах відомих художників та представників мистецької спільноти.

## Історія закладу
Це одна із найстаріших художніх шкіл міста Києва — невелика, затишна школа, у якій навчається 155 учнів. Відкриття школи відбулося 1975 року. У 1991 році було побудовано нове приміщення школи з урахуванням специфіки художнього навчального закладу.

## Працівники та вихованці
Випускників школи можна зустріти серед художників та архітекторів міста та серед викладачів мистецьких закладів. Вихованці школи — постійні учасники міських, всеукраїнських та міжнародних конкурсів та виставок дитячої художньої творчості, неодноразово нагороджувалися преміями Гран-прі та дипломами різних ступенів. У школі працюють висококваліфіковані викладачі, серед яких є члени Національної спілки художників України.

## Особливості навчання
Дитяча художня школа № 3 є справжнім втіленням творчості та розвитку молодих обдарованих особистостей.
Дитяча художня школа № 3 приймає дітей від 9 6 років на заняття: живопис, малюнок, скульптура, ліплення, образотворче мистецтво, станкова та декоративна композиція, історія мистецтв та предмет за вибором. Школа дотримується академічного напрямку підготовки учнів та має елементарний, базовий та професійний рівні навчання, відповідно до віку учнів.
У рамках навчального процесу постійно відбуваються творчі зустрічі з відомими художниками, проводяться різні майстер-класи для учнів школи та експонуються виставки дитячих малюнків учнів тощо [4].
Завдяки кваліфікованому педагогічному колективу, який складають відомі художники та викладачі, наші учні мають можливість розвивати свій творчий потенціал під керівництвом справжніх майстрів своєї справи. Координатори закладу надають індивідуальний підхід до кожного учня, що допомагає розкрити його унікальні здібності та навички.

## Досягнення
Школа успішно виконує одне із головних своїх завдань — підготовку учнів для вступу до художніх навчальних закладів. Роботи учнів школи експонувалися у Чорногорії, Південній Кореї, Індії, Японії, Китаї, Албанії, Болгарії, Франції, Македонії, Канаді, Чехії та Швеції. З 1997 по 2023 рік учні школи отримали 19 творчих стипендій від голови Київської міської державної адміністрації та 11 стипендій від голови Оболонської райдержадміністрації за успішне навчання та значні особисті успіхи й перемоги на міжнародних та всеукраїнських виставках дитячої художньої творчості.
За 2022—2023 навчальний рік учні школи відзначені на різних конкурсах 16 преміями Гран-прі, отримали 97 перших премій, 20 других премій і 6 третіх премій; одразу дві учениці школи отримали творчу стипендію від голови Київської міської державної адміністрації, що є високим показником школи у навчанні учнів; роботи багатьох учнів школи пів року експонувалися на фасаді та у приміщенні ТРК «Блокбастер»; малюнки трьох учнів були обрані стати ілюстраціями до збірки віршів К. Деревінської «Це не сон», що вийшла з друку і перекладена декількома мовами. Книга була представлена на виставці в KIC Budo Tomovic у рамках Днів молодих українських талантів у Чорногорії та подарована чорногорським дітям і підліткам.
Роботи учнів мають подяки та схвальні відгуки від відомих митців України та світу.
У співпраці з Асоціацією з розвитку міжнародних відносин ADRUM роботи учнів представляли Україну на виставках у багатьох країнах світу. Учні школи, що мають успіхи у навчанні, з легкістю складають іспити й вступають до мистецьких закладів України та світу, демонструючи високий рівень технічної та творчої підготовки.